# Ouaga FM
Ouaga FM ist ein privater Hörfunksender aus dem westafrikanischen Staat Burkina Faso. 
Ouaga FM ging am 2. Oktober 1999 auf Sendung. Das französischsprachige Programm wird in Ouagadougou auf der UKW-Frequenz 105.2 MHz und in Bobo-Dioulasso auf 101.1 MHz ausgestrahlt. Unter dem Slogan La Radio de toutes les Générations (frz. für das Radio aller Generationen) sendet Ouaga FM ein musikalisches Mainstream-Programm mit Nachrichten, Unterhaltungs- und Informationsbeiträgen. 

## Organisation und Leitung
Ouaga FM ist Teil der Edimedia-Gruppe, welche wiederum zum burkinischen Ableger der Werbeagentur McCann Erickson, Edifice McCann Erickson gehört. Sitz von Ouaga FM ist Ouagadougou.
Geleitet wird Ouaga FM durch den Verwaltungsratspräsidenten Joachim Baky und den Direktor Zakaridja Gnienhoun. Chefredakteur ist Georges Sawadogo.